# Jean-Pierre Laurens
Pour les articles homonymes, voir Laurens.
Jean-Pierre Laurens, né le 18 mars 1875 à Paris (6e), et mort le 23 avril 1932 à Fontenay-aux-Roses, est un peintre français.

## Biographie
Jean-Pierre Laurens est le fils cadet du peintre Jean-Paul Laurens (1838-1921), et de Madeleine Willemsens (1848-1913). Il est également le frère du peintre Paul Albert Laurens (1870-1934) et l'époux de l'artiste Yvonne Diéterle (1882-1974), sculptrice et peintre.
Le musée Simu de Bucarest conserve de lui Sa Fin de la journée. Il expose au Salon à partir de 1899. Il obtient des médailles de troisième classe la même année, une bourse de voyage et une médaille d'argent en 1900. Il reçoit une médaille de deuxième classe en 1906.
En 1928, il se voit confier la décoration de l'église Notre-Dame-du-Calvaire de Châtillon (Hauts-de-Seine), construite par les architectes Joseph Flandrin et Yves-Marie Froidevaux. Après sa mort en 1932, son épouse, la sculptrice et peintre Yvonne Diéterle-Laurens reprendra la direction de ce projet.
Il meurt le 23 avril 1932 dans sa résidence de Fontenay-aux-Roses,.

## Un artiste sous les drapeaux
Mobilisé à 39 ans au début de la Première Guerre mondiale en août 1914, Jean-Pierre Laurens rejoint le 25e régiment d'infanterie territoriale. Blessé d'une balle à la jambe le 26 septembre 1914, il est fait prisonnier par les troupes allemandes à Rocquigny, près de Péronne. Il est par la suite transféré au camp de Wittenberg, au sud de Berlin. Il a témoigné par ses dessins des conditions de captivité très dures et de la meurtrière épidémie de typhus dans le camp de Wittenberg en 1915 dans Prisonniers de guerre. Cahier à la mémoire des compagnons de captivité du camp de Wittenberg (Paris 1918).

Lors de sa captivité, comme Jacques Touchet et André Warnod, il est fasciné par les soldats prisonniers russes et coloniaux, dont il réalise de nombreux dessins.
« Un grand jour a été l’arrivée du bloc [de papier], des pinceaux et des couleurs. Cela a coïncidé avec la venue des Russes dans notre baraque. Ils étaient dans le camp depuis un mois, mais nous n’avions pas pu les voir de près. J’étais dans l’admiration de la grandeur de leur aspect et j’avais un ardent désir de travailler d’après eux. Les événements m’ont facilité la chose. Quand j’ai reçu le bloc, la baraque offrait un aspect dont vous ne pouvez vous faire une idée. Nous avions les Russes et les tirailleurs. Ils étaient beaux aussi ceux-là. Mélange inouï. » Jean-Pierre Laurens, Cité par Jean Guitton, Jean-Pierre Laurens (1875-1932), Paris, Henri Laurens, 1957, p. 31.
Interné plus tard dans un camp de travail en Courlande et très affaibli, il est interné en Suisse par la Croix-Rouge avant son retour en France en 1918.

## Œuvres dans les collections publiques
- Beauvais, MUDO - Musée de l'Oise :
  - Intérieur, 1907, huile sur toile, 46 × 55,5 cm[11].
- Bordeaux, musée des Beaux-Arts :
  - Portrait de Louis Süe, 1899, huile sur toile, 115 × 95 cm[12].
- Chartres, musée des Beaux-Arts :
  - Portrait de Charles Péguy, dessin à l'encre 43,5 × 29 cm (inv. 49.1.1).
- Dole, musée des Beaux-Arts :
  - Le Retour du marché, pierre noire sur vélin, 25 × 38,5 cm[13].
- Fécamp, musée des Pêcheries :
  - Portrait de mon père, 1919, huile sur toile, 73 × 60,2 cm. (dépôt du Petit Palais - Paris en 2007[14]), L'Épouse en deuil, 1922, huile sur toile, 205,5 × 245 cm. (dépôt du Petit Palais - Paris en 2018[b]).
- Paris :
  - Musée national d'Art moderne :
    - Portrait de Charles Péguy, 1908, huile sur toile, 118,5 × 89 cm[15] ;
    - Portrait de Mme Jean-Pierre Laurens, 1921, huile sur toile, 118 × 89 cm[16].
- Rouen, musée des Beaux-Arts :
  - Portrait de ma mère, 1902, huile sur toile, 119 × 191 cm[17].
- Capitole de Toulouse :
  - Les Pâtres, vers 1912, en Haut du Grand escalier.

## Élèves
- Étienne Blandin (1903-1991), élève en 1924
- Étienne Buffet (1866-1948)
- Jules Cavaillès (1901-1977)
- Jean-Henri Couturat (1904-1973)
- Fang Ganmin (1906-1984)
- Georges Joubin (1888-1983)
- Paul Lemasson (1897-1971), élève en 1920
- André Leroux (1911-1997)
- Madeleine Lestienne (1905-1994) élève en 1924
- Lucien Weil (1902-1963)[18] élève en 1924

### Articles connexes

Œuvres de Jean-Pierre Laurens
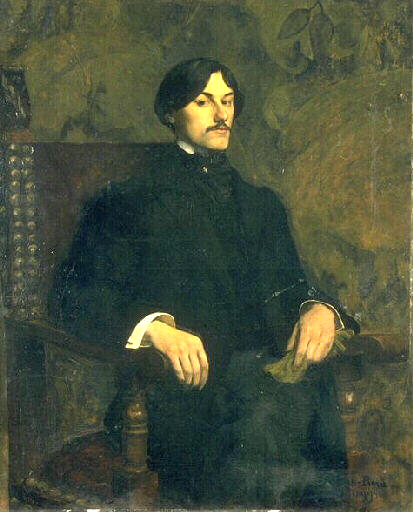
Portrait de Louis Süe (1899), Bordeaux, musée des Beaux-Arts.
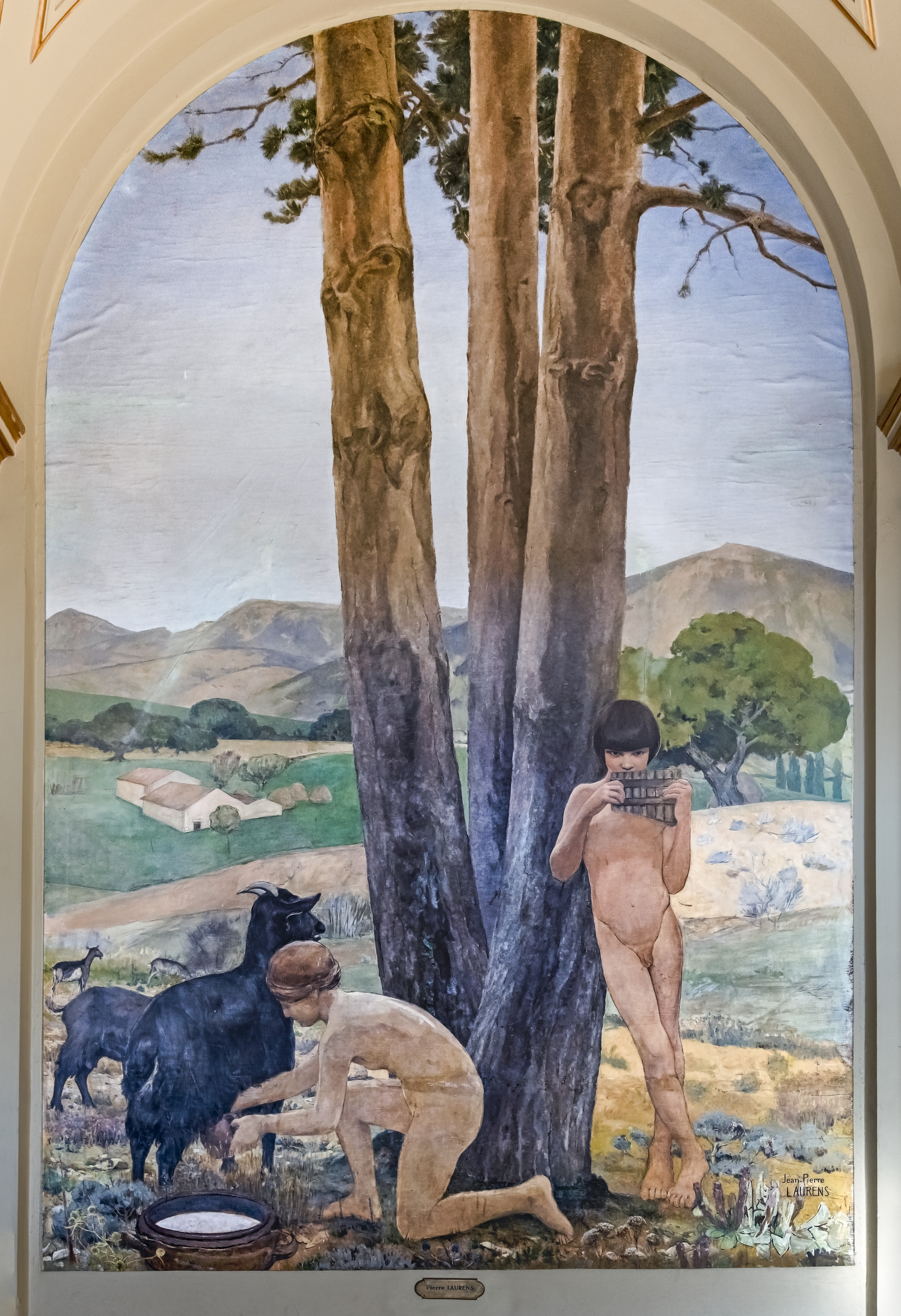
Les Pâtres, (1912), Grand escalier du Capitole de Toulouse
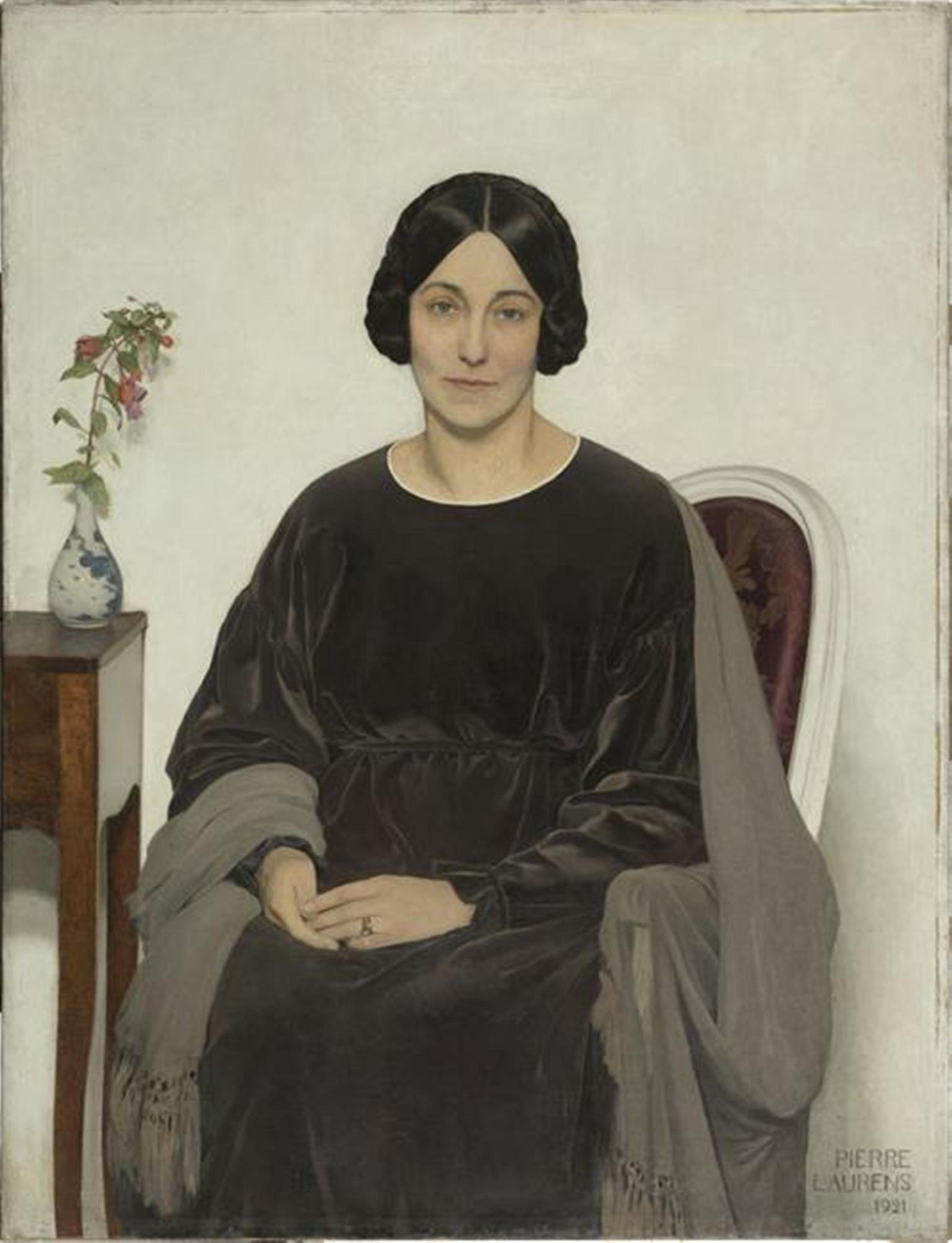
Portrait de Madame Jean-Pierre Laurens (1921), Paris, musée national d'Art moderne.
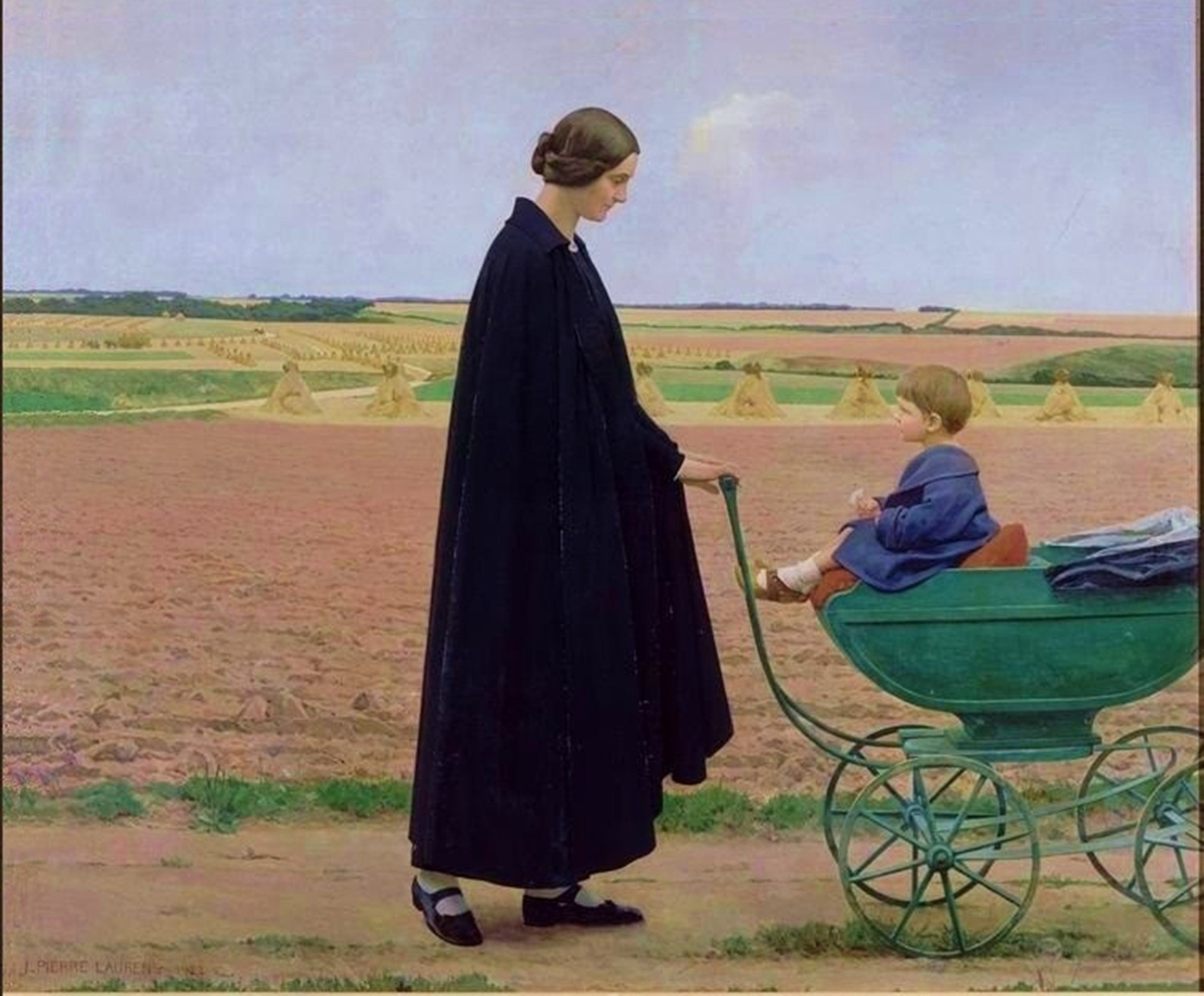
L'Épouse en deuil (1922), Fécamp, musée des Pêcheries.